# 唐显凯
唐显凯（1964年4月—），湖南衡南人。中国共产党党员。中华人民共和国政治人物。

## 生平
北京大学毕业，硕士研究生学历。历任北京大学团委副书记，共青团中央办公厅副处长、处长、副主任、主任等职。担任办公厅主任期间，历经周强、胡春华、陆昊三位书记处第一书记。2010年10月调任中共中央统战部副秘书长兼培训中心主任、后改兼办公厅副主任，2011年3月起兼任政策研究室主任。2014年1月，升任中共中央统战部秘书长兼办公厅主任。2015年5月被免职。